# Walter Hiers
Walter Hiers (18 de julio de 1893 – 27 de febrero de 1933) fue un actor cinematográfico de nacionalidad estadounidense, activo en la época del cine mudo.
Nacido en Cordele, Georgia, a lo largo de su carrera de dos décadas, entre 1912 to 1932, actuó en 101 filmes. Fue un actor especialmente prolífico, protagonista en ocasiones de más de diez cintas al año.
Falleció en Los Ángeles, California, en 1933, a causa de una neumonía. Tenía 39 años de edad. Fue enterrado en el Cementerio Forest Lawn Memorial Park, en Glendale (California).

## Selección de su filmografía
- No Place for a Minister's Son (1912)
- A Queen for a Day (1912)
- The Labyrinth (1915)
- Just Out of College (1915)
- Sammy's Semi-Suicide (1915)
- Seventeen (1916)
- Common Sense Brackett (1916)
- The Conquest of Canaan (1916)
- Doughnuts (1916)
- The Kiddies' Kaptain Kid (1916)
- Dad's Darling Daughters (1916)
- The Sailor's Smiling Spirit (1916)
- Ruining Randall's Reputation (1916)
- Theodore's Terrible Thirst (1916)
- Ambitious Awkward Andy (1916)
- Snow Storms and Sunshine (1916)
- Life's Whirlpool (1917)
- Over There (1917)
- The Mysterious Miss Terry (1917)
- God's Man (1917)
- The End of the Tour (1917)
- Brown of Harvard(1918)
- Marriage (1918)
- The Daredevil (1918)
- A Nymph of the Foothills (1918)
- Waifs (1918)
- A Man's World (1918)
- The Lesson (1918)
- The Accidental Honeymoon (1918)
- Mrs. Slacker (1918)
- Our Little Wife (1918)
- It Pays to Advertise (1919)
- Why Smith Left Home (1919)
- Bill Henry (1919)
- The Fear Woman (1919)
- Leave It to Susan (1919)
- When Doctors Disagree (1919)
- Spotlight Sadie (1919)
- The Lamb and the Lion (1919)
- Experimental Marriage (1919)
- Hard Boiled (1919)
- Oh, Lady, Lady (1920)
- Held by the Enemy (1920)
- A City Sparrow (1920)
- So Long Letty (1920)
- The Fourteenth Man (1920)
- Going Some (1920)
- Miss Hobbs (1920)
- Mrs. Temple's Telegram (1920)
- The Turning Point (1920)
- Young Mrs. Winthrop (1920)
- What's Your Husband Doing? (1920)
- The Speed Girl (1921)
- Her Sturdy Oak (1921)
- A Kiss in Time (1921)
- Two Weeks with Pay (1921)
- Sham (1921)
- The Snob (1921)
- The Ghost Breaker (1922)
- Is Matrimony a Failure? (1922)
- Her Gilded Cage (1922)
- Bought and Paid For (1922)
- Sixty Cents an Hour (1923)
- Mr. Billings Spends His Dime (1923)
- The Triflers (1924)
- A Fat Chance (1924)
- Along Came Ruth (1924)
- Christine of the Hungry Heart (1924)
- Short Change (1924)
- The Virgin (1924)
- Hold Your Breath (1924)
- Fair Week (1924)
- Flaming Barriers (1924)
- Hot Doggie (1925)
- Tender Feet (1925)
- A Rarin' Romeo (1925)
- Good Spirits (1925)
- Excuse Me (1925)
- Hold That Lion (1926)
- Hitchin' Up (1926)
- Fresh Faces (1926)
- A Wireless Lizzie (1926)
- Weak, But Willing (1926)
- Night Life (1927)
- Blondes by Choice (1927)
- The Girl from Gay Paree (1927)
- A Racing Romeo (1927)
- Naughty (1927)
- Beware of Widows (1927)
- The Wrong Mr. Wright (1927)
- Husband Hunters (1927)
- The First Night (1927)
- Speedy (1928)
- A Simple Sap (1928)
- A Woman Against the World (1928)
- Hot Lemonade (1929)
- The Wide Open Spaces (1931)
- Oh! Oh! Cleopatra (1931)
- 70,000 Witnesses (1932)
- Dancers in the Dark (1932)
- A Private Scandal (1932)